# 国际新闻工作者协会

国际新闻工作者协会标志

国际新闻工作者协会（英語：International Organization of Journalists，缩写为IOJ），简称国际记协，是历史上的一个国际新闻工作者组织，在冷战时期设于捷克斯洛伐克首都布拉格。1946年6月，该组织在丹麦哥本哈根的一次大会上成立。它是苏联在1940年代末—1950年代初发起成立的数十个外围组织之一。美国中央情报局曾称其为“苏联的宣传工具”。苏东剧变后，该组织逐渐消亡。1995年，该组织被捷克内政部驱逐，遂将总部迁至葡萄牙里斯本。2008年6月，该组织解散。